# Drôle de 13 heures !
Drôle de 13 heures ! est une émission de télévision française diffusée sur France 3 du 11 janvier 2010 au 19 mars 2010 et présentée par Audrey Chauveau.

## Principe
Le programme passe en revue l'actualité du rire, à travers des images d'archives, de caméras cachées, d'extraits de sketches, de bêtisiers et de perles du Net.

## Diffusion
L'émission est diffusée du lundi au vendredi de 13 h à 13 h 30. En raison de mauvaises audiences, l'émission est remplacée à partir du 22 mars 2010 par l'émission Nous nous sommes tant aimés : le dernier numéro est diffusé le 19 mars 2010
Le 11 janvier 2010, 755 000 curieux ont assisté à la première, soit 5,3 % de part de marché.